# Piliocolobus semlikiensis
Piliocolobus semlikiensis is een zoogdier uit de familie van de apen van de Oude Wereld (Cercopithecidae). De wetenschappelijke naam van de soort werd voor het eerst geldig gepubliceerd door Colyn in 1991.

## Voorkomen
De soort komt voor in het noordoosten van Congo-Kinshasa.